# Bible, překlad 21. století
Bible, překlad 21. století (zkráceně Bible21 nebo B21, první části vyšly pod názvem Nová Bible kralická, NBK) je překlad knih Bible do českého jazyka, započatý roku 1994 a dokončený a vydaný jako celek v roce 2009; některé části byly vydány již dříve. Překladatelé pocházejí převážně z protestantského prostředí. Pracovali pod vedením Alexandra Fleka, velkou část Starého zákona překládal Jiří Hedánek, Deuterokanonické knihy přeložil Jiří Pavlík. Autoři uvedli, že překlad usiluje o maximální věrnost původním hebrejským, aramejským a řeckým textům, zároveň však chce oslovit dnešní čtenáře. V reakcích z odborných a církevních kruhů zaznělo pozitivní hodnocení snahy přeložit bibli do živějšího, přístupnějšího a modernějšího jazyka. Žádná z církví však nehodlá kvůli tomuto překladu opouštět dosud užívané překlady. Největší česká náboženská společnost, katolická církev, se na jeho tvorbě nepodílela a ač obecně přínos různých překladů ocenila, vznesla proti překladu námitky a vyjádřila se, že nemůže dostat její církevní schválení.

## Důvody pro nový překlad
V českém jazykovém prostředí byly na konci 20. století nejvíce rozšířené dva kompletní překlady bible – Bible kralická a Český ekumenický překlad. Kralický překlad byl oblíben pro svou přesnost a krásu jazyka, ale čeština sedmnáctého století již není úplně srozumitelná nepřipravenému čtenáři. Moderní překlad bible, zvaný ekumenický, byl dokončen roku 1979, přesto podle autorů B21 již jazykově zastaral. Překladatelé proto uvedli jako svůj cíl „zachovat ducha, sílu a krásu kralického překladu a přitom podat co nejširšímu okruhu čtenářů srozumitelný text věrný originálu“. Pro jeho vznik byla pořádána i finanční sbírka. Původní slib však překladatelé nedodrželi a výsledek své práce nazvali – Bible, překlad 21. století. Byl proveden z původních biblických jazyků (hebrejština, aramejština, řečtina) s přihlédnutím k textu Bible kralické, na kterou překladatelé, dle vlastních slov, navazovali metodologicky.

## Průběh překladu

### Nový zákon
Práce na projektu Bible21 byla zahájena v roce 1994 překladem Nového zákona pod názvem Nová Bible kralická. Překlad, na němž pracoval Alexandr Flek za pomoci Pavla Hoffmana, vyšel poprvé nákladem 10 000 výtisků v roce 1998. V roce 2004 pak vyšlo zásadně revidované vydání, které zohlednilo zkušenosti z probíhajícího překladu Starého zákona ve smyslu posunu v překladatelské metodě od formální k dynamické ekvivalenci a na kterém se podílel Zdeněk Sýkora.

### Starý zákon
V roce 1998 začal Alexandr Flek pracovat na překladu Starého zákona. Na podzim 2001 se k němu připojil Jiří Hedánek, nejprve jako redaktor, později jako spolupřekladatel téměř poloviny Starého zákona. Překlad byl dokončen v roce 2007 a v průběhu roku 2008 probíhaly závěrečné redakční práce a korektury. Na Velikonoce 2009 pak vyšlo dílo v jednosvazkovém vydání.

### Deuterokanonické knihy
Po vydání Bible v rozsahu užšího (tzv. palestinského) kánonu projekt pokračoval překladem Deuterokanonických knih Starého zákona. V letech 2010–2012 na něm pracoval klasický filolog Jiří Pavlík, hlavním redaktorem byl Alexandr Flek. Deuterokanonické knihy vyšly jako samostatný svazek v roce 2014. Souhrnné vydání Bible v širším (tzv. alexandrijském) kánonu následovalo v roce 2015 pod názvem Bible21+ (tedy včetně Deuterokanonických knih).
- 1994–1997 – Nový zákon
- 1998 – Genesis
- 1999 – Exodus, Leviticus
- 2000 – Numeri, Píseň písní
- 2001 – Deuteronomium, Rút, Jozue
- 2002 – Soudců, 1. a 2. Samuelova
- 2003 – Přísloví, 1. a 2. Královská, 1. Letopisů
- 2004 – 2. Letopisů, Nehemiáš, Ezdráš, Ester, Kazatel
- 2005 – Žalmy 1–50, Job
- 2006 – Žalmy 51–150, Pláč, Ezechiel, Daniel, Jonáš
- 2007 – Izaiáš, Jeremiáš, Ozeáš, Joel, Amos, Abdiáš, Micheáš, Nahum, Abakuk, Sofoniáš, Ageus, Zachariáš, Malachiáš
- 2008 – závěrečné korektury, sazba
- 2009 – o Velikonocích vydání Bible21
- 2010 – Tobiáš, Baruch, řecká Ester
- 2011 – Sirachovec, Judit, Kniha Moudrosti, 1. Makabejská, Přídavky k Danielovi
- 2012 – 2. Makabejská
- 2012–2014 – redakční úpravy, korektury
- 2015 – vydání Bible21+

Pro financování celého projektu byl založen Nadační fond Bible21 (původně Nadační fond Nové Bible kralické)  a spolu s ním také Klub Bible21, jehož členové přispívali pravidelně na práci překladatelů. Na překladu Bible21 se podílelo svými příspěvky asi dva tisíce přispěvatelů v domnění, že přispívají na "vydání revize Bible kralické" jak bylo původně tvrzeno a je uvedeno v účelu vzniku Nadačního fondu Bible21.

## Vydání
Nový zákon B21 (původně NBK) vyšel od roku 1998 postupně v mnoha vydáních v dosavadním celkovém nákladu přes 120 000 výtisků. V rámci edice Nová Šestidílka vycházely také postupně překládané části Starého zákona – nejprve Knihy Mojžíšovy, potom Historické, Poetické, Prorocké a nakonec i Deuterokanonické knihy Starého zákona.
Kompletní překlad Bible21 (v užším kánonu) vyšel poprvé na Velikonoce 2009, za značného zájmu médií, laické i odborné veřejnosti. První náklad 50 000 výtisků byl během jednoho měsíce rozebrán, celkový náklad v 2009 činil více než 117 000 výtisků. Bible21 se tak v ČR stala knižní bestsellerem.
Vydání včetně Deuterokanonických knih vyšlo v roce 2015 (tzv. Bible21+) nákladem 2 000 kusů.
Na www stránkách překladu Bible21 jsou všechny přeložené texty Bible k dispozici v elektronické formě. Texty Bible21 jsou součástí studijních programů, např. BibleWorks a Theophilos a lze je číst v rámci několika webových aplikací, např. BibleGateway
V roce 2007 vznikla audio nahrávka překladu Nového zákona v podání předních českých herců a hereček (např. Eva Holubová, Jan Potměšil, Jiří Somr, David Vávra aj.). Nahrávka vyšla původně jako komplet 19 audio CD, později na jednom CD ve formátu MP3. Dílo je také volně dostupné ke stažená na webových stránkách Bible21.

## Charakteristika a hodnocení
Reakce na Bibli21 jsou různé.
Předseda Ekumenické rady církví a Církve bratrské, Pavel Černý, považuje překlad za velmi dobrý a domnívá se, že se bude hojně používat. Uvedl také, že Nadace Bible21 (dnes NF B21) počítá v budoucnu i s překladem chybějících deuterokanonických knih katolického kánonu. Joel Ruml, synodní senior Českobratrské církve evangelické, uvedl, že pro věřící jeho církve bude směrodatná revize Českého ekumenického překladu. Tomáš Butta, patriarcha Církve československé husitské, ocenil snahu přetlumočit bibli do moderní řeči i prezentaci projektu, nicméně konstatoval, že z hlediska odbornosti překladu z původních jazyků nemůže Bible21 konkurovat ekumenickému překladu, na němž se jeho církev podílela. Jiné překlady jsou však vhodné pro srovnávání.
Katolická Česká biskupská konference vydala k překladu Bible21 oficiální stanovisko, které vyznívá spíše kriticky. Zdůraznila, že překlad neobsahuje všechny knihy uznávané katolíky za součást Bible. Třebaže ocenila snahu přibližovat překlady současnému jazyku, obecně připomněla i potřebu respektovat dějinnou kontinuitu liturgického jazyka. Bible21 podle ČBK nemůže získat oficiální katolické církevní schválení, četbu tohoto překladu a jeho porovnání s uznaným katolickým překladem považuje však za užitečnou.
Evangelický teolog a biblista Petr Pokorný, předseda Evropského vědeckého fóra pro překlady Bible, specialista na překlad Nového zákona, popsal překlad jako nový, samostatný a srozumitelný, ovlivněný školou komunikativní ekvivalence; překladatele označil za dobře obeznámené s teorií překladu. Lingvista Josef Bartoň z Katedry biblických věd KTF UK dokonce Bibli21 označil za „momentálně nejlepší český překlad celé bible, a to hlavně proto, že se v dosud nebývalé míře snaží zohledňovat a aplikovat poznatky z teorie překladu.“
Oceňována je čtivost a dramatičnost zejména příběhových částí. Problematicky podle některých kritiků vyznívá veršování a rýmování poetických částí, v nichž gramatické rýmy či nepřirozený slovosled působí místy rušivě či archaicky. Slavista Josef Vintr jej vnímá jako „místy snad až příliš dnešní“, ve srovnání s ekumenickým překladem značně odvážný, ve čtivé češtině, který je a bezesporu bude přínosem.
Ministr kultury Václav Jehlička označil dílo za výjimečné a za důležitý přínos k rozvoji národní duchovní kultury. Převzal rovněž záštitu nad akcí Celonárodní čtení Bible.
K 15. výročí se v prostoru Dominikánská 8 v pražském klášteře sv. Jiljí konalo sympozium pod názvem Z punku politikum. Spolupořadatelem bylo nakladatelství Biblion. Moderátorem byl jazykovědec Martin Bedřich a v panelu Alexandr Flek, teolog Jiří Pavlík z HTF UK a novinářka Apolena Rychlíková.

## Ukázky
Genesis, 1,1 – 1,3:
- Bible kralická (1613): Na počátku stvořil Bůh nebe a zemi. Země pak byla nesličná a pustá, a tma byla nad propastí, a Duch Boží vznášel se nad vodami. I řekl Bůh: Buď světlo! I bylo světlo.
- Ekumenický překlad: Na počátku stvořil Bůh nebe a zemi. Země byla pustá a prázdná a nad propastnou tůní byla tma. Ale nad vodami vznášel se duch Boží. I řekl Bůh: „Buď světlo!“ A bylo světlo.
- Bible21: Na počátku Bůh stvořil nebe a zemi. Země pak byla pustá a prázdná, nad propastí byla tma a nad vodami se vznášel Boží Duch. Bůh řekl: „Ať je světlo!“ – a bylo světlo.

Evangelium podle Jana, 3,16:
- Bible kralická (1613): Nebo tak Bůh miloval svět, že Syna svého jednorozeného dal, aby každý, kdož věří v něho, nezahynul, ale měl život věčný.
- Ekumenický překlad: Neboť Bůh tak miloval svět, že dal svého jediného Syna, aby žádný, kdo v něho věří, nezahynul, ale měl život věčný.
- Bible21: Neboť Bůh tak miloval svět, že dal svého jednorozeného Syna, aby žádný, kdo v něj věří, nezahynul, ale měl věčný život.

Přísloví 19,1:
- Bible kralická (1613): Lepší jest chudý, jenž chodí v upřímnosti své, nežli převrácený ve rtech svých, kterýž jest blázen.
- Ekumenický překlad (1979): Lepší je chudák žijící bezúhonně než falešník a k tomu hlupák.
- Bible21 (2009): Lepší chudý poctivec než prolhaný pitomec.

Žalm 102,5–8:
- Bible kralická (1613): Poraženo jest jako bylina, a usvadlo srdce mé, / tak že jsem chleba svého jísti zapomenul. / Od hlasu lkání mého / přilnuly kosti mé k kůži mé. / Podobný jsem učiněn pelikánu na poušti, / jsem jako výr na pustinách. / Bdím, a jsem jako vrabec / osamělý na střeše.
- Ekumenický překlad: Jak zlomená bylina schne moje srdce / i svůj chléb jíst zapomíná; / od samého naříkání / jsem vyzáblý na kost. / Podobám se pelikánu v poušti, / jsem jako sova v rozvalinách, / probdím celé noci, jsem jak ptáče, / jež na střeše osamělo.
- Bible21: Mé zbité srdce jak tráva uvadlo, / ani si nevzpomenu na jídlo! / Od námahy mého kvílení / jsem na kost vyhublý! / Pelikánu v poušti se podobám, / jsem jako sýček v pustinách. / Nemohu spát a jsem sám / jak vrabec na střechách.

První královská 3, 23–26:
- Bible kralická (1613): I řekl král: Tato praví: Ten živý jest syn můj, a syn tvůj jest ten mrtvý. Tato zase praví: Neníť tak, ale syn tvůj jest ten mrtvý, a syn můj jest ten živý. Protož řekl král: Přineste mi meč. I přinesli meč před krále. Tedy řekl král: Rozetněte to dítě živé na dvé, a dejte jednu polovici jedné, a polovici druhou druhé. Ale žena, jejíž syn byl ten, kterýž živ zůstal, mluvila králi, (nebo pohnula se střeva její nad synem jejím), a řekla: Prosím, pane můj, dejte jí nemluvňátko to živé, a nikoli nezabijejte ho. Druhá pak řekla: Nechť není ani mně ani tobě, rozetněte.
- Ekumenický překlad: Král řekl: „Tato tvrdí: »Ten živý je můj syn, a ten mrtvý je tvůj.« A tato tvrdí: »Ne, tvůj syn je ten mrtvý, a ten živý je můj.«“ Král proto poručil: „Podejte mi meč.“ Přinesli tedy před krále meč. A král nařídil: „Rozetněte to živé dítě ve dví. Jednu polovinu dejte jedné a druhou polovinu druhé.“ Tu řekla králi žena, jejíž syn byl ten živý a jíž se srdce svíralo soucitem nad jejím synem: „Prosím, můj pane, dejte to živé novorozeně jí, jen je neusmrcujte!“ Ale druhá řekla: „Ať není ani moje ani tvoje. Rozetněte je!“
- Bible21: Král je přerušil: „Takže jedna tvrdí: ‚Ten živý syn je můj a ten mrtvý tvůj,‘ a druhá tvrdí: ‚Ne, ne, ten mrtvý je tvůj a ten živý můj.‘“ Tehdy král rozkázal: „Přineste mi meč.“ Přinesli mu tedy meč. „Rozsekněte to živé dítě vedví,“ řekl král. „Polovinu dejte jedné a polovinu druhé.“ Vtom ale žena, které patřil ten živý syn, zvolala ke králi: „Prosím, pane můj! Dejte jí to živé dítě! Jen ho nezabíjejte!“ Srdce se jí totiž sevřelo soucitem nad jejím synem. Ta druhá ale řekla: „Nebude moje ani tvoje. Sekejte!“

### Média o překladu Bible21
- Alexandr Flek a překlad Bible, Eva Hůlková, rozhovor s Alexandrem Flekem, Český rozhlas, 14. 3. 2009
- Bible 21. století promlouvá současným jazykem, Česká televize, ČT24, 1. 4. 2009
- Biskupové kritizují překlad Bible, Česká televize, ČT1, Události 13. 4. 2009, 10. příspěvek
- Bible přeložená do současné češtiny vyjde před Velikonocemi, České noviny, 1. 4. 2009, ČTK (na původní URL adrese již nedostupné) Přepis zprávy na Týden.cz
- A new "Bible of Kralice", YouTube, představení projektu (video, anglicky), česká verze
- Stanovisko České biskupské konference k překladu „Bible. Překlad 21. století“ Archivováno 31. 5. 2020 na Wayback Machine., tiskové středisko ČBK, 9. 4. 2009
- Reakce předsedy Ekumenické rady církví v ČR na Stanovisko ČBK k překladu Bible pro 21. století, ChristNet.cz, 15. 4. 2009